# Semois
A Semois vagy Semoy (Franciaországban) a Maas 210 km hosszú jobboldali mellékfolyója  Belgiumban (186,4 km) és Franciaországban (23,6 km). Forrása Arlon közelében van, áthalad a belgiumi Luxembourg tartomány déli, Belga Lotaringiának is nevezett táján, kanyarogva átszeli az Ardennek hegységét nyugat-északnyugat felé haladva, hurkot alkot Bouillon középkori belvárosa és a vára körül, átér Franciaországba és a Maasba torkollik Montherménél.

## Nevei, története
A folyó mentén élő népcsoportok különböző neveket adtak neki: luxemburgi nyelven Setzbaach, németül Sesbach, vallon nyelven Simwès, gamais (lotaringiai) nyelven Sm'wa, és vagy Smwès.
Belga szakaszán Semois-nak, Franciaországban Semoy-nak írják a nevét, ezek kiejtése azonos. 
A történelmi forrásokban neve a következő alakokban bukkan fel: 
- Sesmara (2. század})
- Sesomiris (644)
- Sesmarus (950)
- Sesmoys (1104)
- Semoir (1244).

## Nemzeti park
2022 decemberében a Semois völgyében 28904 hektáron nemzeti parkot alapítottak.

## Galéria

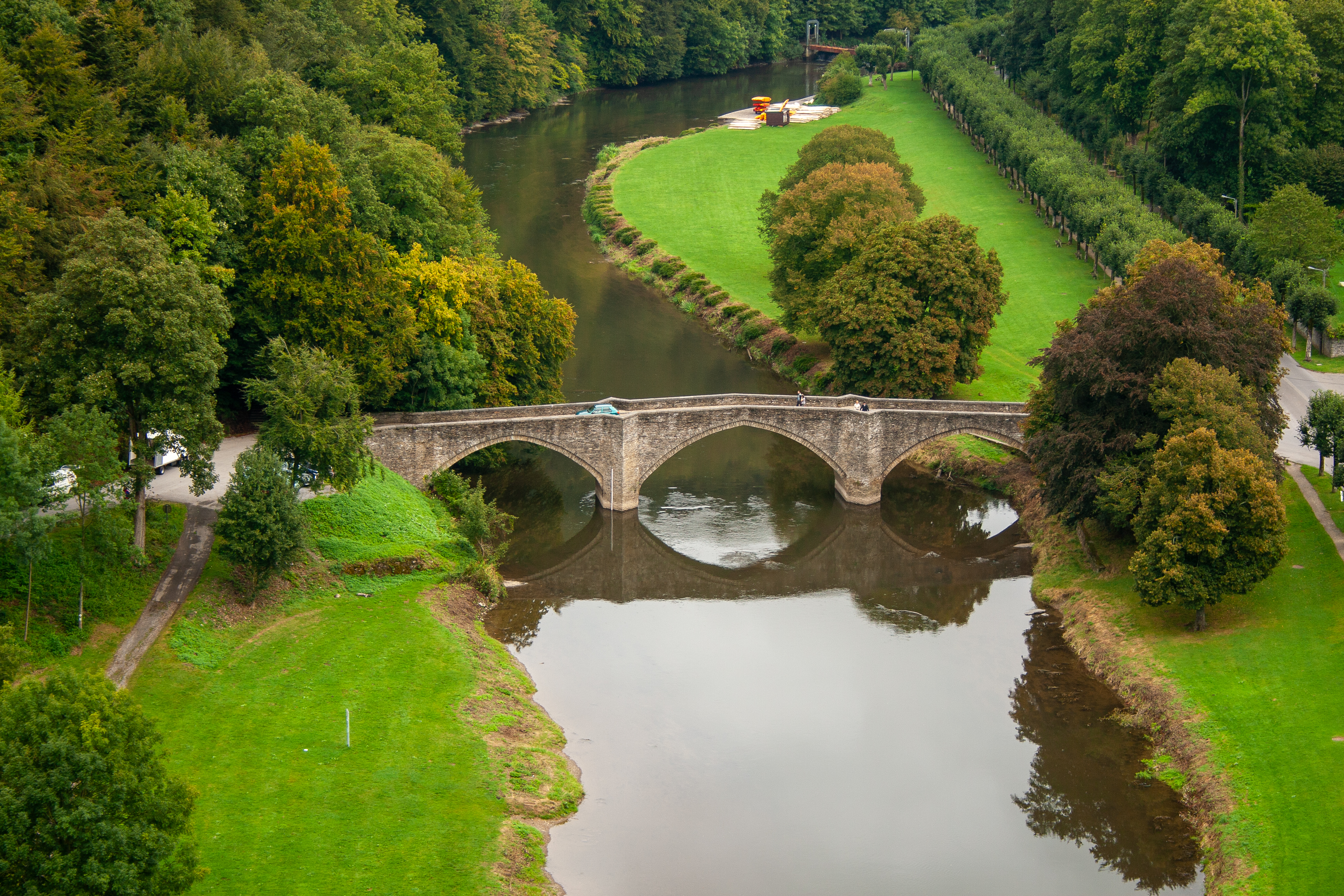
A Semois Bouillon várából
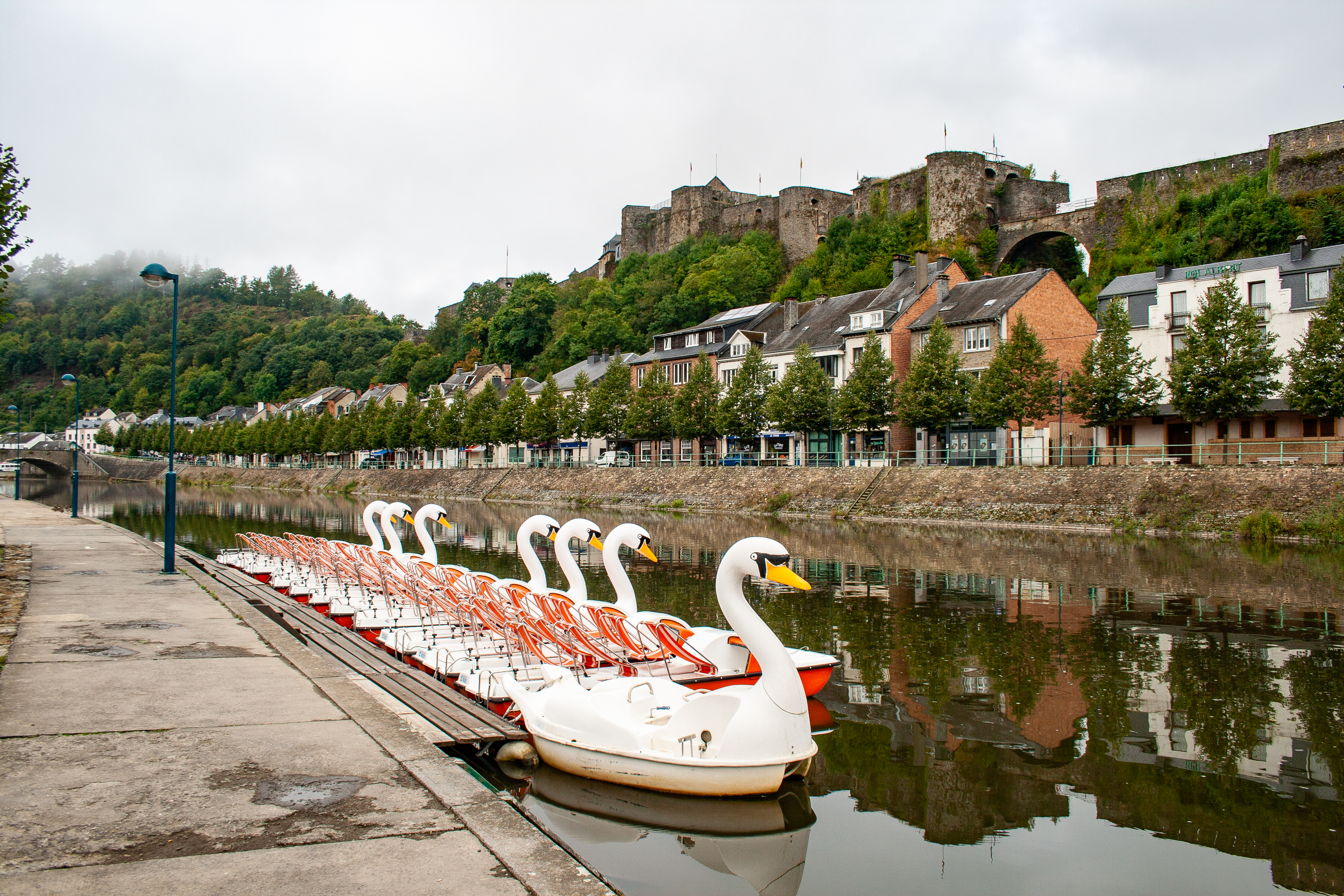
Bouillonban
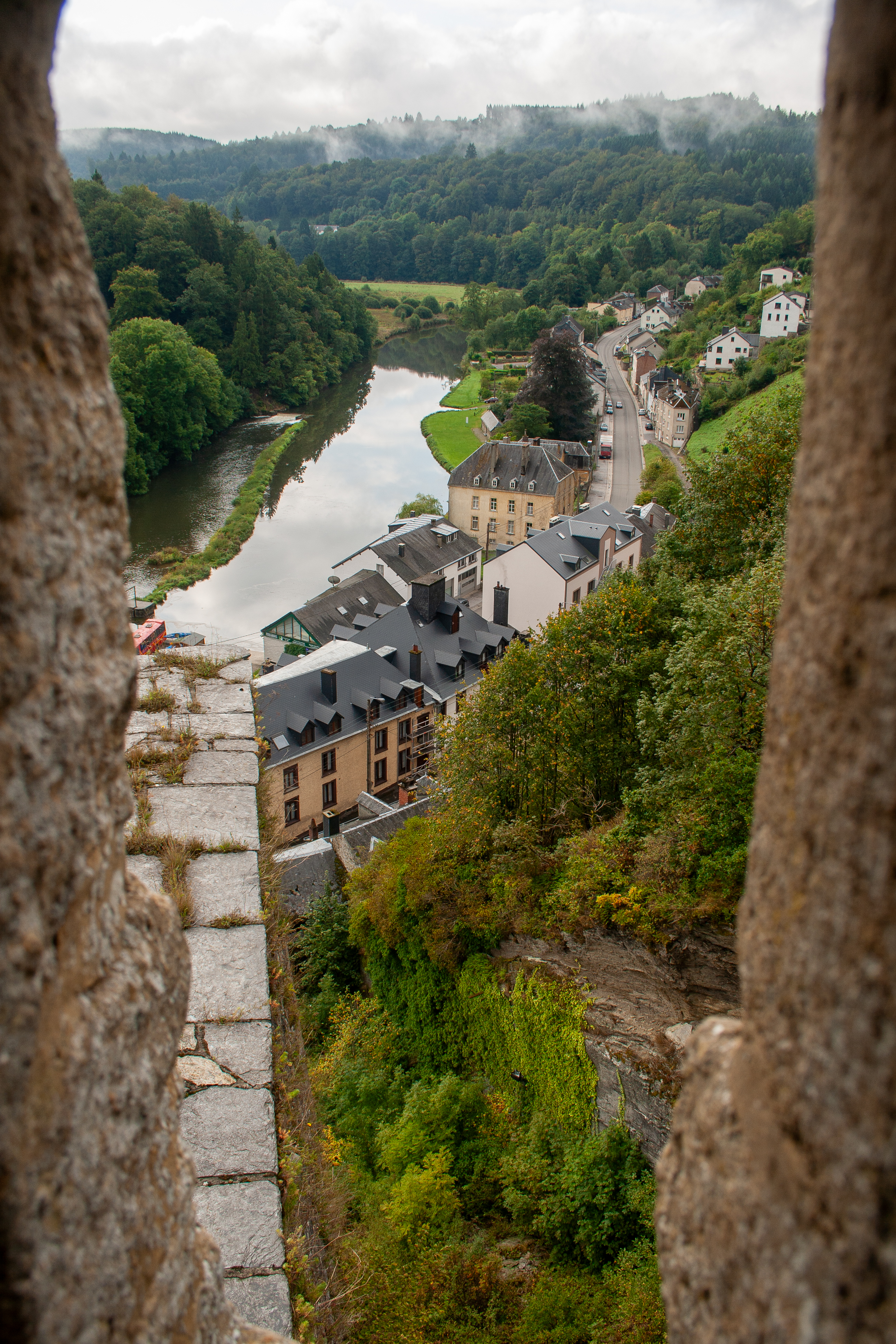
A várból
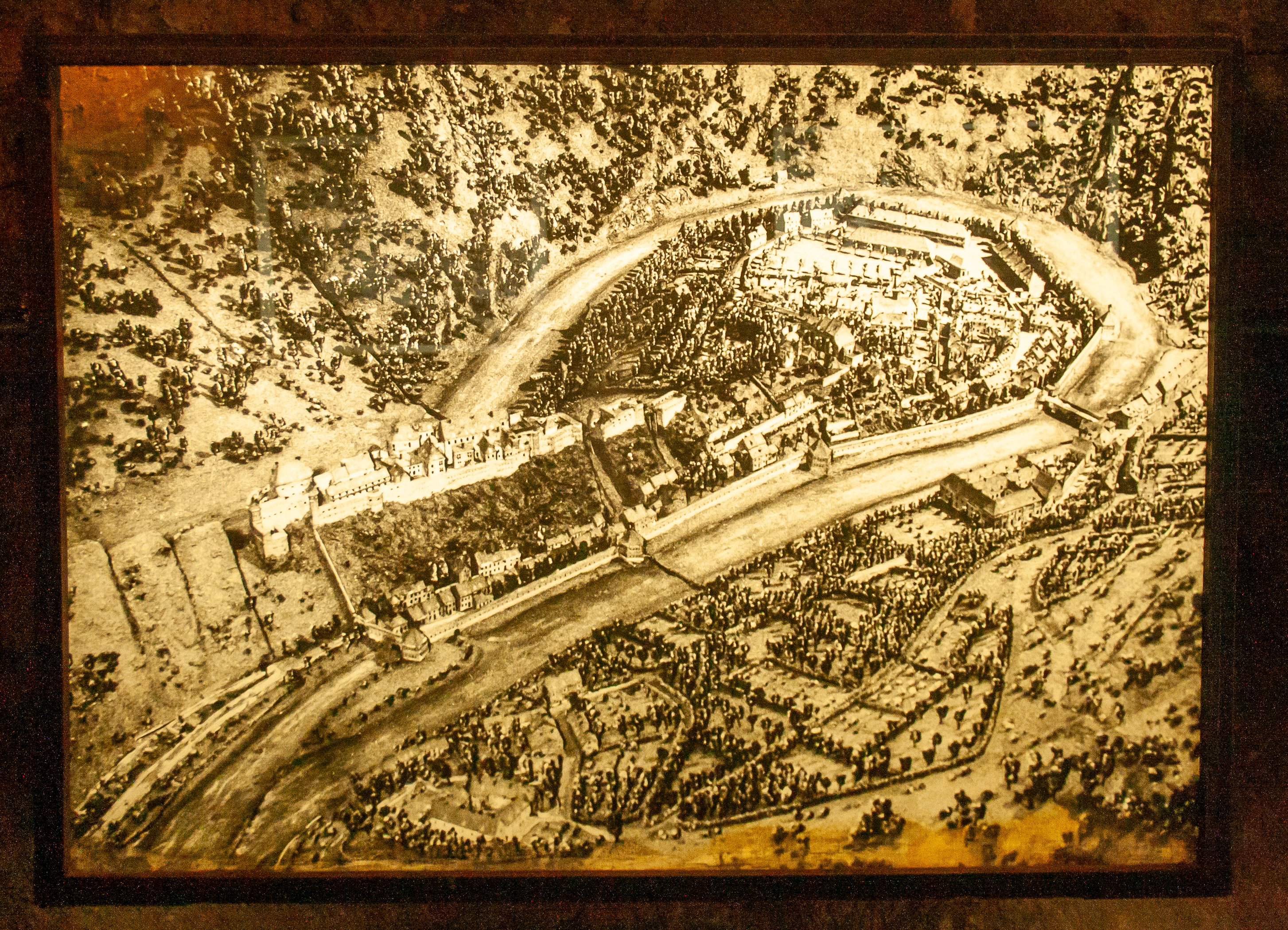
A folyó hurkot alkot a középkori város és a vár körül
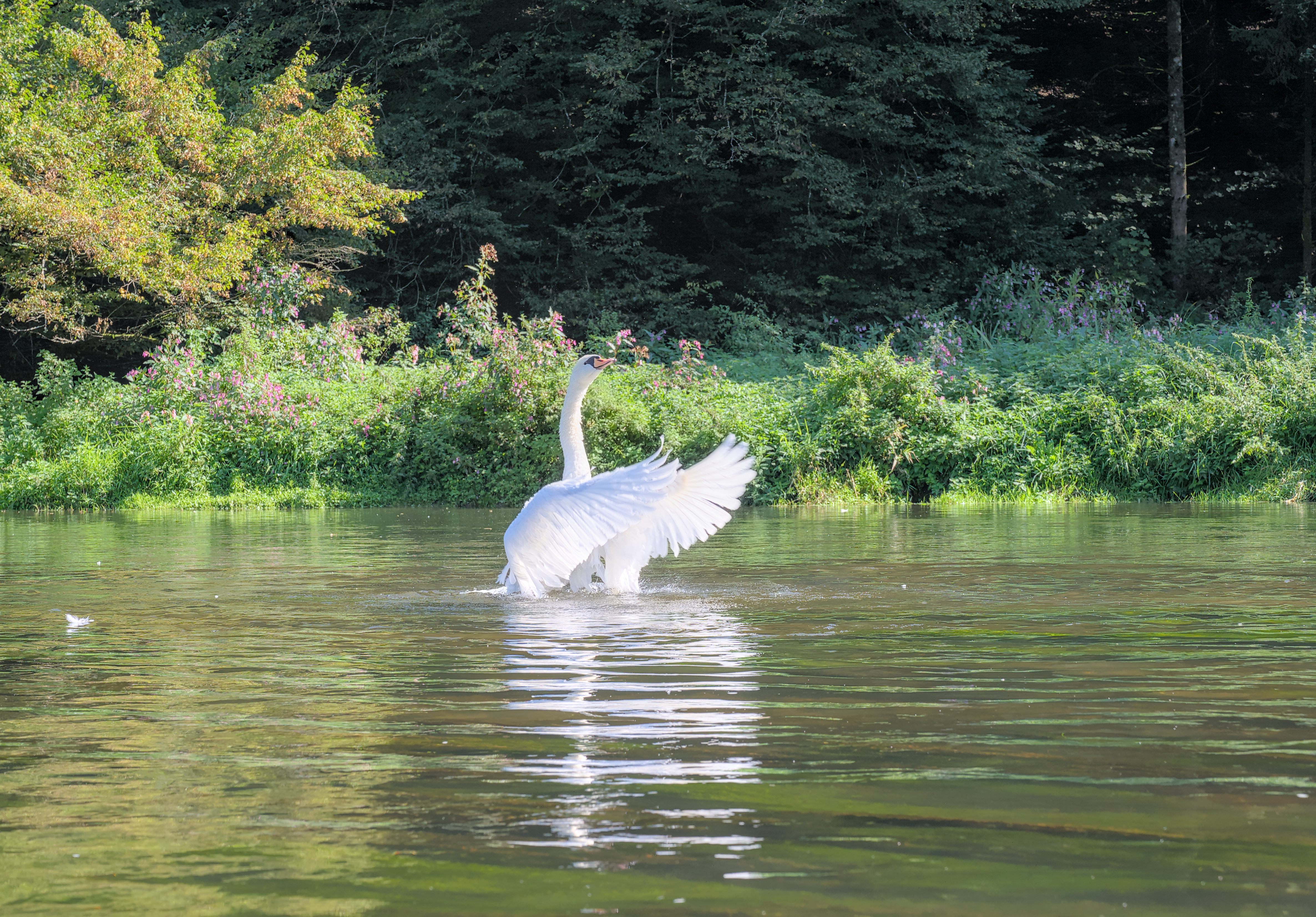
Hattyú a folyó vizében

## Jegyzetek

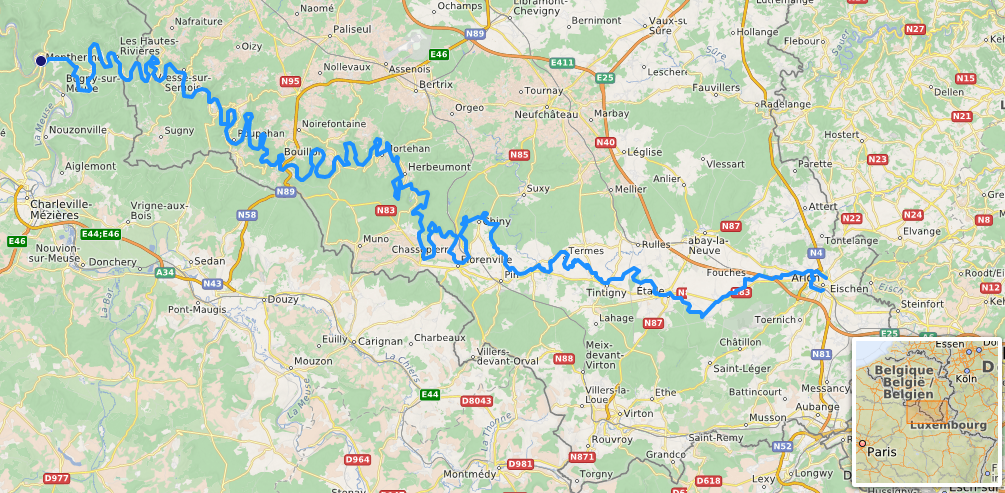

## Fordítás
- Ez a szócikk részben vagy egészben  a   Semois című francia Wikipédia-szócikk ezen változatának fordításán alapul.  Az eredeti cikk szerkesztőit annak laptörténete sorolja fel. Ez a jelzés csupán a megfogalmazás eredetét és a szerzői jogokat jelzi, nem szolgál a cikkben szereplő információk forrásmegjelöléseként.